# Googong
Googong – miasto w Australii, w stanie Nowa Południowa Walia.